# Dreiband-Weltmeisterschaft für Nationalmannschaften 2019

Aktuelles Logo UMB (ausrichtender Verband)

Die Dreiband-Weltmeisterschaft für Nationalmannschaften 2019 war die 33. Auflage dieses Turniers, das seit 1981 in der Regel jährlich in der Disziplin Dreiband der Billardvariante Karambolage ausgetragen wird. Sie fand vom 14. bis zum 17. März 2019 in der Stadt Viersen statt, die seit 1990 fester WM-Austragungsort ist.

## Spielmodus
Seit 2018 spielen nur noch 16 Teams bei dieser Weltmeisterschaft. Dadurch wird der Terminplan des Turniers besser planbar. Gesetzt ist der Titelverteidiger und das Ausrichterland.
1. Titelträger (hier:  Südkorea)
2. Organisierende Nation (hier:  Deutschland)

2016 wurde zur Entscheidungsfindung bei unentschiedenen Matches ein neues System eingeführt, das „Scotch-Double“. Ab 2017 wird nun die gesamte Weltmeisterschaft in dieser Form ausgerichtet. Das bedeutet, dass nicht mehr jeder Spieler der Teams eine Partie absolviert, sondern dass die Spieler einer Mannschaft zusammen am Billard agieren. Das anfangende Team beginnt mit dem weißen Ball von der Anfangsposition und kann frei wählen, wer den ersten Stoß ausführt. Nach jedem erfolgreichen Stoß ist der Partner an der Reihe. Es wird somit abwechselnd gespielt, pro Spieler immer nur ein Stoß, bis die Aufnahme beendet ist. Jetzt verfährt die gegnerische Mannschaft entsprechend. Jedes am Stoß befindliche Team bleibt zusammen am Billard und eine Beratung untereinander ist erlaubt unter Berücksichtigung des Zeitlimits. Es wird mit Nachstoß gespielt, wenn das beginnende Team zuerst das Ausspielziel von 40 Punkten erreicht hat. Sollte ab dem Viertelfinale ein Match unentschieden ausgehen, erfolgt ein Entscheidungssatz (ohne Nachstoß) bis 15 Punkte.

## Zeitregelung
Es gibt eine Zeitbeschränkung von 40 Sekunden pro Stoß. Das Zeitlimit wird optisch als Countdown mit Hilfe einer Zeituhr angezeigt. Zusätzlich erfolgt nach 30 Sekunden ein Warnsignal. Bei Überschreiten der Zeit ertönt ein Strafsignal und die gegnerische Mannschaft setzt die Partie mit aufgestellten Bällen gemäß der Anfangsposition fort. Jedes Team kann pro Match maximal drei Time-outs nehmen, womit pro Time-out zusätzlich weitere 40 Sekunden für den Stoß zur Verfügung stehen. Die Time-outs können jederzeit (auch direkt hintereinander für denselben Stoß) genommen werden. Ab dem Viertelfinale gelten die drei Time-outs für das Match und den eventuell notwendig werdenden Entscheidungssatz.

## Pausenregelung
Bei Erreichen der halben Partiedistanz (20 Punkte) erfolgt unmittelbar nach dem Ende der laufenden Aufnahme eine Pause von 5 Minuten.
Seit 2004 wird Platz 3 nicht mehr ausgespielt. Es gibt zwei Bronzemedaillen.

## Teilnehmer
| Nation           | Gruppe | Spieler 1            | Spieler 2              |
| ---------------- | ------ | -------------------- | ---------------------- |
| 01. Südkorea     | B      | Kim Haeng-jik        | Cho Jae-ho             |
| 02. Deutschland  | D      | Martin Horn          | Ronny Lindemann        |
| 03. Türkei       | D      | Murat Naci Çoklu     | Lütfi Çenet            |
| 04. Niederlande  | C      | Raimond Burgman      | Dick Jaspers           |
| 05. Griechenland | C      | Filipos Kasidokostas | Nikos Polychronopoulos |
| 06. Dänemark     | C      | Tonny Carlsen        | Thomas Andersen        |
| 07. Belgien      | A      | Frédéric Caudron     | Eddy Merckx            |
| 08. Frankreich   | A      | Jérémy Bury          | Gwendal Marechal       |
| 09. Österreich   | B      | Andreas Efler        | Arnim Kahofer          |
| 10. Kolumbien    | D      | Robinson Morales     | Huberney Cataño        |
| 11. Mexiko       | A      | Raymundo Munoz       | Adrián García          |
| 12. Peru         | D      | Cristopher Tevez     | Guido Sacco            |
| 13. Japan        | A      | Yūsuke Mori          | Nobuyasu Sakai         |
| 14. Vietnam      | C      | Nguyễn Quốc Nguyện   | Trần Quyết Chiến       |
| 15. Libanon      | B      | Kalfat Jihad         | Shehayeb Yasser        |
| 16. Ägypten      | B      | Sameh Sidhom         | Mohsen Fouda           |

## Gruppenphase

### Ergebnisse

#### Gruppe A
| Platz | Nation     | Sp. | G-U-V | MP  | Pkte | Aufn | MGD   | BEMD  |
| ----- | ---------- | --- | ----- | --- | ---- | ---- | ----- | ----- |
| 1     | Belgien    | 3   | 3-0-0 | 6:0 | 120  | 77   | 1,558 | 2,222 |
| 2     | Frankreich | 3   | 2-0-1 | 4:2 | 105  | 89   | 1,179 | 1,379 |
| 3     | Japan      | 3   | 1-0-2 | 2:4 | 103  | 71   | 1,450 | 1,666 |
| 4     | Mexiko     | 3   | 0-0-3 | 0:6 | 82   | 88   | 0,931 | -     |

| Datum                | Nation 1   | MGD   | Pkte  | MGD   | Nation 2   |
| -------------------- | ---------- | ----- | ----- | ----- | ---------- |
| 14. März 2019 18:00h | Belgien    | 1,428 | 40:28 | 0,892 | Mexiko     |
| 14. März 2019 18:00h | Frankreich | 1,379 | 40:36 | 1,241 | Japan      |
| 15. März 2019 16:00h | Belgien    | 1,666 | 40:25 | 1,041 | Frankreich |
| 15. März 2019 16:00h | Mexiko     | 0,916 | 22:40 | 1,666 | Japan      |
| 16. März 2019 13:30h | Frankreich | 1,111 | 40:35 | 0,972 | Mexiko     |
| 16. März 2019 13:30h | Belgien    | 2,222 | 40:27 | 1,500 | Japan      |

#### Gruppe B
| Platz | Nation     | Sp. | G-U-V | MP  | Pkte | Aufn | MGD   | BEMD  |
| ----- | ---------- | --- | ----- | --- | ---- | ---- | ----- | ----- |
| 1     | Belgien    | 3   | 3-0-0 | 6:0 | 120  | 93   | 1,290 | 1,538 |
| 2     | Österreich | 3   | 2-0-1 | 4:2 | 108  | 97   | 1,113 | 1,250 |
| 3     | Ägypten    | 3   | 1-0-2 | 2:4 | 91   | 89   | 1,022 | 1,333 |
| 4     | Libanon    | 3   | 0-0-3 | 0:6 | 80   | 111  | 0,720 | -     |

| Datum                | Nation 1   | MGD   | Pkte  | MGD   | Nation 2   |
| -------------------- | ---------- | ----- | ----- | ----- | ---------- |
| 14. März 2019 16:00h | Südkorea   | 0,975 | 40:21 | 0,512 | Libanon    |
| 14. März 2019 16:00h | Österreich | 1,250 | 40:26 | 0,812 | Ägypten    |
| 15. März 2019 14:00h | Südkorea   | 1,538 | 40:28 | 1,076 | Österreich |
| 15. März 2019 14:00h | Libanon    | 1,066 | 32:40 | 1,333 | Ägypten    |
| 16. März 2019 11:00h | Österreich | 1,000 | 40:27 | 0,675 | Libanon    |
| 16. März 2019 11:00h | Südkorea   | 1,481 | 40:25 | 0,925 | Ägypten    |

#### Gruppe C
| Platz | Nation       | Sp. | G-U-V | MP  | Pkte | Aufn | MGD   | BEMD  |
| ----- | ------------ | --- | ----- | --- | ---- | ---- | ----- | ----- |
| 1     | Vietnam      | 3   | 2-0-1 | 4:2 | 106  | 65   | 1,610 | 2,352 |
| 2     | Niederlande  | 3   | 2-0-1 | 4:2 | 103  | 64   | 1,609 | 2,352 |
| 3     | Griechenland | 3   | 2-0-1 | 4:2 | 99   | 74   | 1,337 | 1,600 |
| 4     | Dänemark     | 3   | 0-0-3 | 0:6 | 76   | 75   | 1,013 | -     |

| Datum                | Nation 1     | MGD   | Pkte  | MGD   | Nation 2     |
| -------------------- | ------------ | ----- | ----- | ----- | ------------ |
| 14. März 2019 14:00h | Niederlande  | 1,818 | 40:26 | 1,181 | Vietnam      |
| 14. März 2019 14:00h | Dänemark     | 1,000 | 32:40 | 1,250 | Griechenland |
| 15. März 2019 11:00h | Niederlande  | 0,920 | 23:40 | 1,600 | Griechenland |
| 15. März 2019 11:00h | Vietnam      | 1,538 | 40:32 | 1,230 | Dänemark     |
| 15. März 2019 20:00h | Niederlande  | 2,352 | 40:12 | 0,705 | Dänemark     |
| 15. März 2019 20:00h | Griechenland | 1,117 | 19:40 | 2,352 | Vietnam      |

#### Gruppe D
| Platz | Nation      | Sp. | G-U-V | MP  | Pkte | Aufn | MGD   | BEMD  |
| ----- | ----------- | --- | ----- | --- | ---- | ---- | ----- | ----- |
| 1     | Türkei      | 3   | 2-0-1 | 4:2 | 118  | 71   | 1,661 | 1,818 |
| 2     | Kolumbien   | 3   | 2-0-1 | 4:2 | 119  | 75   | 1,586 | 2,500 |
| 3     | Deutschland | 3   | 2-0-1 | 4:2 | 101  | 86   | 1,174 | 1,333 |
| 4     | Peru        | 3   | 0-0-3 | 0:6 | 94   | 96   | 0,979 | -     |

| Datum                | Nation 1    | MGD   | Pkte  | MGD   | Nation 2    |
| -------------------- | ----------- | ----- | ----- | ----- | ----------- |
| 14. März 2019 12:00h | Türkei      | 1,212 | 40:31 | 0,939 | Peru        |
| 14. März 2019 12:00h | Kolumbien   | 1,300 | 39:40 | 1,333 | Deutschland |
| 14. März 2019 20:00h | Türkei      | 1,818 | 40:21 | 0,954 | Deutschland |
| 14. März 2019 20:00h | Peru        | 0,896 | 26:40 | 1,379 | Kolumbien   |
| 15. März 2019 18:00h | Deutschland | 1,176 | 40:37 | 1,088 | Peru        |
| 15. März 2019 18:00h | Türkei      | 2,375 | 38:40 | 2,500 | Kolumbien   |

## Finalrunde

### Endrunde
|  | Viertelfinale (16. März 2019) Spiel bis 40 Punkte | Viertelfinale (16. März 2019) Spiel bis 40 Punkte | Viertelfinale (16. März 2019) Spiel bis 40 Punkte | Viertelfinale (16. März 2019) Spiel bis 40 Punkte | Viertelfinale (16. März 2019) Spiel bis 40 Punkte | Viertelfinale (16. März 2019) Spiel bis 40 Punkte |                  |     | Halbfinale (17. März 2019) Spiel bis 40 Punkte | Halbfinale (17. März 2019) Spiel bis 40 Punkte | Halbfinale (17. März 2019) Spiel bis 40 Punkte | Halbfinale (17. März 2019) Spiel bis 40 Punkte | Halbfinale (17. März 2019) Spiel bis 40 Punkte | Halbfinale (17. März 2019) Spiel bis 40 Punkte |      |       | Finale (17. März 2019) Spiel bis 40 Punkte | Finale (17. März 2019) Spiel bis 40 Punkte | Finale (17. März 2019) Spiel bis 40 Punkte | Finale (17. März 2019) Spiel bis 40 Punkte | Finale (17. März 2019) Spiel bis 40 Punkte | Finale (17. März 2019) Spiel bis 40 Punkte |
|  |                                                   |                                                   |                                                   |                                                   |                                                   |                                                   |                  |     |                                                |                                                |                                                |                                                |                                                |                                                |      |       |                                            |                                            |                                            |                                            |                                            |                                            |
|  | 16.3.2019 20.00h                                  | MP                                                | Pkt.                                              | Aufn.                                             | ED                                                | HS                                                |                  |     |                                                |                                                |                                                |                                                |                                                |                                                |      |       |                                            |                                            |                                            |                                            |                                            |                                            |
|  | 16.3.2019 20.00h                                  | MP                                                | Pkt.                                              | Aufn.                                             | ED                                                | HS                                                |                  |     |                                                |                                                |                                                |                                                |                                                |                                                |      |       |                                            |                                            |                                            |                                            |                                            |                                            |
|  | Belgien (1)                                       | 2:0                                               | 40                                                | 19                                                | 2,105                                             | 6                                                 |                  |     |                                                |                                                |                                                |                                                |                                                |                                                |      |       |                                            |                                            |                                            |                                            |                                            |                                            |
|  | Belgien (1)                                       | 2:0                                               | 40                                                | 19                                                | 2,105                                             | 6                                                 | 17.3.2019 10.00h | MP  | Pkt.                                           | Aufn.                                          | ED                                             | HS                                             |                                                |                                                |      |       |                                            |                                            |                                            |                                            |                                            |                                            |
|  | Österreich (8)                                    | 0                                                 | 34                                                | 19                                                | 1,789                                             | 9                                                 | 17.3.2019 10.00h | MP  | Pkt.                                           | Aufn.                                          | ED                                             | HS                                             |                                                |                                                |      |       |                                            |                                            |                                            |                                            |                                            |                                            |
|  | Österreich (8)                                    | 0                                                 | 34                                                | 19                                                | 1,789                                             | 9                                                 | Belgien          | 0:2 | 37                                             | 26                                             | 1,423                                          | 8                                              |                                                |                                                |      |       |                                            |                                            |                                            |                                            |                                            |                                            |
|  | 16.3.2019 17.00h                                  | MP                                                | Pkt.                                              | Aufn.                                             | ED                                                | HS                                                | Belgien          | 0:2 | 37                                             | 26                                             | 1,423                                          | 8                                              |                                                |                                                |      |       |                                            |                                            |                                            |                                            |                                            |                                            |
|  | 16.3.2019 17.00h                                  | MP                                                | Pkt.                                              | Aufn.                                             | ED                                                | HS                                                |                  |     | Niederlande                                    | 2:0                                            | 40                                             | 26                                             | 1,538                                          | 12                                             |      |       |                                            |                                            |                                            |                                            |                                            |                                            |
|  | Vietnam (4)                                       | 0:2                                               | 35                                                | 27                                                | 1,296                                             | 7                                                 |                  |     | Niederlande                                    | 2:0                                            | 40                                             | 26                                             | 1,538                                          | 12                                             |      |       |                                            |                                            |                                            |                                            |                                            |                                            |
|  | Vietnam (4)                                       | 0:2                                               | 35                                                | 27                                                | 1,296                                             | 7                                                 |                  |     |                                                |                                                |                                                |                                                | 17.3.2019 15.00h                               | MP                                             | Pkt. | Aufn. | ED                                         | HS                                         |                                            |                                            |                                            |                                            |
|  | Niederlande (5)                                   | 2:0                                               | 40                                                | 27                                                | 1,481                                             | 9                                                 |                  |     |                                                |                                                |                                                |                                                | 17.3.2019 15.00h                               | MP                                             | Pkt. | Aufn. | ED                                         | HS                                         |                                            |                                            |                                            |                                            |
|  | Niederlande (5)                                   | 2:0                                               | 40                                                | 27                                                | 1,481                                             | 9                                                 | Niederlande      | 0:2 | 22                                             | 17                                             | 1,294                                          | 5                                              |                                                |                                                |      |       |                                            |                                            |                                            |                                            |                                            |                                            |
|  | 16.3.2019 17.00h                                  | MP                                                | Pkt.                                              | Aufn.                                             | ED                                                | HS                                                | Niederlande      | 0:2 | 22                                             | 17                                             | 1,294                                          | 5                                              |                                                |                                                |      |       |                                            |                                            |                                            |                                            |                                            |                                            |
|  | 16.3.2019 17.00h                                  | MP                                                | Pkt.                                              | Aufn.                                             | ED                                                | HS                                                |                  |     | Türkei                                         | 2:0                                            | 40                                             | 17                                             | 2,352                                          | 8                                              |      |       |                                            |                                            |                                            |                                            |                                            |                                            |
|  | Türkei (3)                                        | 2:0                                               | 40                                                | 24                                                | 1,666                                             | 5                                                 |                  |     | Türkei                                         | 2:0                                            | 40                                             | 17                                             | 2,352                                          | 8                                              |      |       |                                            |                                            |                                            |                                            |                                            |                                            |
|  | Türkei (3)                                        | 2:0                                               | 40                                                | 24                                                | 1,666                                             | 5                                                 | 17.3.2019 12.00h | MP  | Pkt.                                           | Aufn.                                          | ED                                             | HS                                             |                                                |                                                |      |       |                                            |                                            |                                            |                                            |                                            |                                            |
|  | Kolumbien (6)                                     | 0:2                                               | 31                                                | 24                                                | 1,291                                             | 8                                                 | 17.3.2019 12.00h | MP  | Pkt.                                           | Aufn.                                          | ED                                             | HS                                             |                                                |                                                |      |       |                                            |                                            |                                            |                                            |                                            |                                            |
|  | Kolumbien (6)                                     | 0:2                                               | 31                                                | 24                                                | 1,291                                             | 8                                                 | Türkei           | 2:0 | 40                                             | 20                                             | 2,000                                          | 7                                              |                                                |                                                |      |       |                                            |                                            |                                            |                                            |                                            |                                            |
|  | 16.3.2019 20.00h                                  | MP                                                | Pkt.                                              | Aufn.                                             | ED                                                | HS                                                | Türkei           | 2:0 | 40                                             | 20                                             | 2,000                                          | 7                                              |                                                |                                                |      |       |                                            |                                            |                                            |                                            |                                            |                                            |
|  | 16.3.2019 20.00h                                  | MP                                                | Pkt.                                              | Aufn.                                             | ED                                                | HS                                                |                  |     | Südkorea                                       | 0:2                                            | 39                                             | 20                                             | 1,950                                          | 6                                              |      |       |                                            |                                            |                                            |                                            |                                            |                                            |
|  | Südkorea (2)                                      | 2:0                                               | 40                                                | 26                                                | 1,538                                             | 7                                                 |                  |     | Südkorea                                       | 0:2                                            | 39                                             | 20                                             | 1,950                                          | 6                                              |      |       |                                            |                                            |                                            |                                            |                                            |                                            |
|  | Südkorea (2)                                      | 2:0                                               | 40                                                | 26                                                | 1,538                                             | 7                                                 |                  |     |                                                |                                                |                                                |                                                |                                                |                                                |      |       |                                            |                                            |                                            |                                            |                                            |                                            |
|  | Frankreich (7)                                    | 0:2                                               | 18                                                | 26                                                | 0,692                                             | 3                                                 |                  |     |                                                |                                                |                                                |                                                |                                                |                                                |      |       |                                            |                                            |                                            |                                            |                                            |                                            |
|  | Frankreich (7)                                    | 0:2                                               | 18                                                | 26                                                | 0,692                                             | 3                                                 |                  |     |                                                |                                                |                                                |                                                |                                                |                                                |      |       |                                            |                                            |                                            |                                            |                                            |                                            |

## Abschlusstabelle
| MP    | Match Punkte (Sieger = 2; Unentschieden = 1; Verlierer = 0) |
| SV    | Satzverhältnis (nur bei Turnieren im Satzsystem)            |
| Pkte. | Erzielte Karambolagen                                       |
| Aufn. | benötigte Aufnahmen                                         |
| GD    | Generaldurchschnitt                                         |
| MGD   | Mannschafts-Generaldurchschnitt                             |
| BED   | Bester Einzeldurchschnitt eines Spielers                    |
| BEMD  | Bester Einzeldurchschnitt einer Mannschaft                  |
| BSD   | Bester Satzdurchschnitt eines Spielers                      |
| HS    | Höchstserie                                                 |
| WRP   | Weltranglistenpunkte                                        |

| Abschlusstabelle | Abschlusstabelle | Abschlusstabelle | Abschlusstabelle | Abschlusstabelle | Abschlusstabelle | Abschlusstabelle | Abschlusstabelle | Abschlusstabelle | Abschlusstabelle | Abschlusstabelle |
| Phase            | Platz            | Nation           | Sp               | G-U-V            | MP               | Pkt.             | Aufn.            | MGD              | BEMD             | HS               |
| ---------------- | ---------------- | ---------------- | ---------------- | ---------------- | ---------------- | ---------------- | ---------------- | ---------------- | ---------------- | ---------------- |
| Finale           | 1                | Türkei           | 6                | 5-0-1            | 10:2             | 238              | 132              | 1,803            | 2,352            | 11               |
| Finale           | 2                | Niederlande      | 6                | 4-0-2            | 8:4              | 205              | 131              | 1,564            | 2,352            | 12               |
| Halb- finale     | 3                | Belgien          | 5                | 4-0-1            | 8:2              | 197              | 115              | 1,713            | 2,222            | 10               |
| Halb- finale     | 3                | Südkorea         | 5                | 4-0-1            | 8:2              | 199              | 139              | 1,431            | 1,538            | 8                |
| Viertel- finale  | 5                | Vietnam          | 4                | 2-0-2            | 4:4              | 141              | 92               | 1,532            | 2,352            | 8                |
| Viertel- finale  | 6                | Kolumbien        | 4                | 2-0-2            | 4:4              | 150              | 99               | 1,515            | 2,500            | 9                |
| Viertel- finale  | 7                | Österreich       | 4                | 2-0-2            | 4:4              | 142              | 116              | 1,224            | 1,250            | 9                |
| Viertel- finale  | 8                | Frankreich       | 4                | 2-0-2            | 4:4              | 123              | 115              | 1,069            | 1,379            | 9                |
| Gruppen- phase   | 9                | Griechenland     | 3                | 2-0-1            | 4:2              | 99               | 74               | 1,337            | 1,600            | 6                |
| Gruppen- phase   | 10               | Deutschland      | 3                | 2-0-1            | 4:2              | 101              | 86               | 1,174            | 1,333            | 6                |
| Gruppen- phase   | 11               | Japan            | 3                | 1-0-2            | 2:4              | 103              | 71               | 1,450            | 1,666            | 7                |
| Gruppen- phase   | 12               | Ägypten          | 3                | 1-0-2            | 2:4              | 91               | 89               | 1,022            | 1,333            | 7                |
| Gruppen- phase   | 13               | Dänemark         | 3                | 0-0-3            | 0:6              | 76               | 75               | 1,013            | -                | 5                |
| Gruppen- phase   | 14               | Peru             | 3                | 0-0-3            | 0:6              | 94               | 96               | 0,979            | -                | 5                |
| Gruppen- phase   | 15               | Mexiko           | 3                | 0-0-3            | 0:6              | 82               | 88               | 0,931            | -                | 7                |
| Gruppen- phase   | 16               | Libanon          | 3                | 0-0-3            | 0:6              | 80               | 111              | 0,720            | -                | 5                |